# معماری نوسنگی و مس‌سنگی در ایران
معماری نوسنگی و مس‌سنگی در ایران در خصوص معماری در دوره تاریخی از حدود ۱۰٫۰۰۰ سال تا حدود ۵٫۳۰۰ سال پیش در گسترهٔ سرزمینی است که امروزه ایران نامیده می‌شود.
حدود ۱۰٫۰۰۰ سال پیش یکجانشینی، و به‌تَبَعِ آن معماری، از منطقه هلال بارور به ایران گسترش یافت. جغرافیای ناهموار ایران سبب شد سکونت‌گاه‌های این سرزمین متفاوت از دشت‌های شام و میانرودان شکل بگیرند. نخستین این سکونت‌گاه‌ها را مردمان اواخر دوران میان‌سنگی در جلگهٔ خوزستان برپا داشتند، که قدیمی‌ترین نمونهٔ کاوش‌شده در این دوره علی‌کُش است. علی‌کش در حدود ۹٫۰۰۰ سال پیش از خانه‌هایی تک‌اتاقی ساخته شده است. باوجوداین، عمدهٔ دانسته‌های ما در مورد معماری سکونت‌گاه‌های ایران در نوسنگی پیش‌ازسفال از دره‌ها و دشت‌های اطراف زاگرس مرکزی می‌آید. یکی ازین سکونت‌گاه‌ها گنج‌دره است، که نوآوری‌های معماری در آن سبب شده بود به‌نسبت ساخت‌وسازهای معاصرش دیوارهایی نازک‌تر داشته باشد.
در همین دوره، در شمال غربی ایران ساکنانِ حاجی‌فیروز خانه‌هایشان را به دو بخش، یکی برای نشستن و دیگری برای کار، تقسیم می‌کردند، و در جنوب شرقی، ساکنانِ تل ابلیس فضایی با کاربرد آیینی ساخته بوده‌اند. به‌سبب خشکی و ناملایمات جغرافیایی فلات مرکزی ایران، تا پیش از ابداع سفال در این منطقه استقرارهای چندانی صورت نگرفت. تنها سکونت‌گاه شناخته‌شدهٔ این منطقه در این دوران تپهٔ غربیِ سنگ چخماق است.
در اواخر دوران نوسنگی موسوم به نوسنگی با سفال (از حدود ۸٫۴۰۰ سال پیش) و اوایل دوران مس‌سنگی، تغییرات اجتماعی در جلگهٔ خوزستان سبب به‌وجود آمدن سلسله مراتب در معماری و شکل‌گیری سکونت‌گاه‌های بزرگ و پیچیده در این منطقه شد. از جملهٔ این سکونت‌گاه‌ها می‌توان به چغابنوت و شوش ۱ اشاره کرد. در منطقهٔ زاگرس جوامع این دوران به پیچیدگی و بزرگی جلگهٔ خوزستان نبودند. در فلات مرکزی ایران، تپهٔ شرقیِ سنگ چخماق هزار سال پس از تپهٔ غربی ساخته شده است و گذار از فرهنگ بدون سفال به فرهنگ با سفال را در آن می‌توان دید، که نشان دهنده دورهٔ تحول مهمی در مسیر تکامل مدنیت است. در فلات مرکزی ایران در منطقه تپهٔ زاغه خانه‌ها به تناسب نوع فعالیت اقتصادی (کشاورزی یا دامداری) ساخته شده‌اند و به‌نظر می‌رسد نوعی نظام طبقاتی شکل گرفته است.
همچنین در این دوران در تپهٔ شمالی سیلک برای ساخت اتاق‌های راست‌گوشه از خشت قالبی استفاده شده است که تحول مهمی در معماری به‌شمار می‌رود. الگوهای روستایی ایجادشده تا اواخر دوران نوسنگی در ایران، غالباً در چند هزارهٔ آتی ثابت ماند. جغرافیای ناهموار و پاره‌پارهٔ فلات ایران، سبب شد مردمان این دوران در فرهنگ‌هایی به‌نسبت منزوی از هم زندگی کنند و به استثنای ساکنان دشت دهلران در جنوب غربی ایران، در روند تشکیل مدنیت در میانرودان در غرب ایران و تمدن دره سند در شرق نقشی نداشته باشند.
از حدود ۶٫۵۰۰ تا حدود ۵٫۳۰۰ سال پیش، در دوره موسوم به مس‌سنگی، در جلگهٔ خوزستان با تشکیل «شوش ۲»، که کانال‌های آبیاری و ساختار مدنیت سه طبقه‌ای در آن با تسلط بر روستاهای کوچک اطراف همراه بود، اولین سیستم‌های دولتی در ایران به وجود آمد. شوش ۲ در اواخر دوران مس‌سنگی رها شد و تا برآمدن تمدنِ شوشِ نیاایلامی در عصر برنز متروک ماند. «دوران ۵ گودین‌تپه» و «سه گابی»، از مهم‌ترین محوطه‌های کاوش‌شدهٔ دورهٔ مس‌سنگی در زاگرس مرکزی است. از «گودین تپهٔ دوران ۵»، که در اواخر دوران مس‌سنگی مسکون بوده، مجموعه‌ای از اتاق‌ها، حیاط‌ها، و انبارهای مربع یا مستطیلی منظم بازمانده که با خشت خام در ابعاد مختلف ساخته و با آهک سفید اندود شده بوده‌اند. در شمال غرب ایران نمونهٔ بارز فرهنگ منطقه تپهٔ دالما است. در دالما دو سازهٔ مستقل کاوش شده که با حیاطی بزرگ از هم جدا می‌شده‌اند. دیوارهای دالما چینه‌هایی از خشت خام هستند. در جنوب شرق ایران لایه‌های اولیهٔ تپه یحیی در دشت صوغان هم از دوران مس‌سنگی است و شباهت بسیاری به تل ابلیس دارد. در فلات مرکزی ایران در تپهٔ جنوبی سیلک دو دورهٔ سکونت مربوط به دوران مس سنگی هست. در دورهٔ اول سکونت در تپهٔ جنوبی (۶٫۰۰۰ تا ۵٫۲۰۰ سال پیش) مجموعه اتاق‌هایی دارای پنجره در ابعاد و اندازه‌های متنوع با نظم هندسی و گوشه‌های راست ساختند، که از طریق فضای کوچکی شبیه هشتی به هم متصل می‌شده‌اند. دیوارهای داخلی به رنگ سفید یا قرمز اندود شده‌اند. در ازارهٔ دیوارها نیز قطعات سفالی گذاشته شده است. در این دوره مرده‌ها در زیر خانه‌ها دفن می‌شده‌اند. سکونت‌گاه مهم دیگر تپه قبرستان در ۶۰ کیلومتری جنوب قزوین است، که در دوران اوجش محوطه‌ای به مساحت ۱۰ هکتار را در بر می‌گرفته است. شکل ساخت‌وسازها مشابه تپه زاغه است ولی بناها هندسی‌تر و شکل معابر مستقیم‌تر و ابعاد خشت‌ها منظم‌تر است. در تپهٔ قبرستان همچنین کارگاهی چنداتاقی برای ریخته‌گری مس ساخته شده بوده است که خبر از پیشرفت فناوری متالورژی در این سکونت‌گاه می‌دهد.

## یکجانشینی در ایران
| تقسیم‌بندی سه‌گانه اعصار |                         |           |          |
| عصر تاریخی             |                         |           |          |
| دوره لا تن             | دوره لا تن              |           | نیاتاریخ |
| دوره هالشتات           |                         |           | نیاتاریخ |
| عصر آهن                |                         |           | نیاتاریخ |
| پسین                   |                         |           | نیاتاریخ |
| میانه                  |                         |           | نیاتاریخ |
| پیشین                  |                         |           | نیاتاریخ |
| عصر برنز               |                         |           | نیاتاریخ |
| دوران نوسنگی           | عصر مس                  |           | نیاتاریخ |
| دوران نوسنگی           | نوسنگی با سفال          | پیشاتاریخ |          |
| دوران نوسنگی           | نوسنگی پیش از سفال ب    | پیشاتاریخ |          |
| دوران نوسنگی           | نوسنگی پیش از سفال آ    | پیشاتاریخ |          |
| میان‌سنگی               | میان‌سنگی، فراپارینه‌سنگی | پیشاتاریخ |          |
| پارینه‌سنگی             | پسین                    | پیشاتاریخ |          |
| پارینه‌سنگی             | میانه                   | پیشاتاریخ |          |
| پارینه‌سنگی             | پیشین                   | پیشاتاریخ |          |
| عصر سنگ                |                         | پیشاتاریخ |          |

باستان‌شناسان سکونت‌گاه‌های دوران نوسنگی را به دو گروه کلی «نوسنگی پیش‌ازسفال» و نوسنگی با سفال تقسیم می‌کنند.
ایشان همچنین قائل به وجود دوران گذاری بین دوران نوسنگی و عصر برنز هستند که به «دوران مس‌سنگی» موسوم است.

### انقلاب نوسنگی

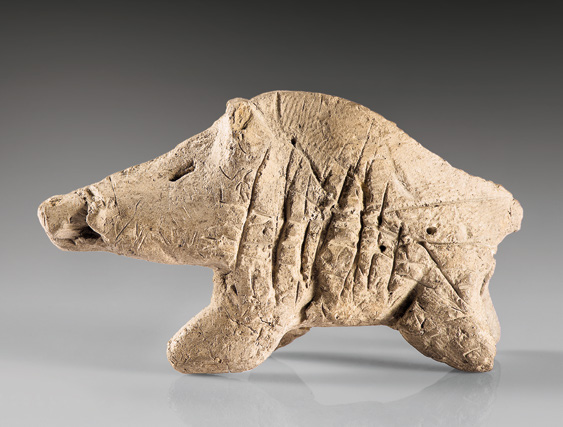
پیکرک گِلی گراز، که از تپه سراب کاوش شده است و در موزه ملی ایران نگهداری می‌شود، از کهن‌ترین آثار هنری در ایران است.

مبدأ یکجانشینی، انقلاب نوسنگی است که حدود ۱۱٫۰۰۰ سال پیش در سرزمین شام شروع شد و در جریان آن جوامعی که پیش از آن شکارچی-گردآورنده بودند روی به «اهلی کردن» گیاهان و حیوانات (کشاورزی و دامداری) آوردند
و تغییر محل زیستشان از محیط طبیعی به «محیط مصنوع معمارانه» موجب پدید آمدن روشی بکر از زندگی شد.
حدود ۱٫۰۰۰ سال طول کشید تا این وقایع به ایران گسترش یابد.
شواهد کنونی حاکی از آن است که کشاورزی از سرچشمه‌اش در کرانهٔ شرقی مدیترانه به میانرودان صادر شده و با گذر از عرض ایران به سوی آسیای مرکزی گسترش یافته است.
در مورد سببِ وقوعِ انقلاب نوسنگی بین محققان اتفاق نظری وجود ندارد،
ولی بیشتر آرای مربوط به آن را می‌توان در دو مدل کلیِ دافعه (اینکه شکارچی-گردآورنده‌ها به واسطه تغییرات آب‌وهوایی یا فشارِ جمعیت مجبور به یکجانشینی شده‌اند) یا جاذبه (یکجانشینی به دلیل منافعِ اقتصادی کشاورزی و میل به کاهش ریسک و افزایش ثروت صورت گرفته است) رده‌بندی کرد.
برخی محققان نیز بر این باورند که مهم‌ترین عامل انقلاب نوسنگی تغییر در فرهنگ مادی به ویژه فناوری برش سنگ است.
وجود شواهدی مبنی بر شکل‌گیری روستاها پیش از انقلاب نوسنگی به ویژه در خاور نزدیک، این نظریه را که یکجانشینی پیش از دوران نوسنگی به وجود آمده میسر ساخته است. به گفتهٔ فلانری، کشاورزی و یکجانشینی احتمالاً مستقل از هم به وجود آمده‌اند و امکان دارد با هم ارتباط چندانی نداشته باشند.

### دورهٔ نوسنگی پیش‌ازسفال
از آنجا که بین جغرافیای فلات ایران و دشت‌های میانرودان و شام تفاوت‌های فاحشی هست، سکونت‌گاه‌های نوسنگی ایران با دیگر سکونت‌گاه‌های نوسنگی خاور نزدیک هماهنگ نیستند.
توپوگرافی ناهموار غرب ایران، کمبود زمین قابل کشت، و همچنین گستردگی استفاده از کشت دیمی باعث شد جمعیّت ایران از میانرودان کوچک‌تر و پراکنده‌تر بماند؛
در نتیجه ساختار جوامع نوسنگیِ میانرودان پیچیده‌تر و بزرگ‌تر از جوامع ایران بود که غالباً شکل «واحد خانوادگی» (یا به تعبیر المن سرویس، قبیله‌ای) داشتند.
همچنین برخلاف سکونت‌گاه‌های شام و آناتولی (مانند چاتال‌هویوک) که مدتی کوتاه پس از آغاز یکجانشینی می‌توان در آن‌ها رفتار و سازه‌هایی آیینی دید، به‌جز موارد محدودی شواهدی از این رفتارها و سازه‌ها در سکونت‌گاه‌های ایران نیست.
کوزلووسکی و اورِنش جوامع اولیهٔ نوسنگی در جنوب غربی ایران را، بر اساس فناوری‌های مکشوف در سکونت‌گاه‌های آن، با عنوان «سنت معلفاتی» معرفی می‌کنند، که در ادامهٔ سنت زرزی بوده و نام خود را از سکونت‌گاه کوچک معلفات در کرانهٔ رود خازر در عراق امروزی گرفته است.
کوزلووسکی بر این باور است که رواج سنت معلفاتی همزمان است با نوسنگی شدن منطقهٔ غرب ایران، و برخلاف نظریات انتشارگرایانه، این فرایند منشأ درون‌زایانه داشته است.
وی همچنین بر آن است که در اواخر هزارهٔ هفتم پیش‌ازمیلاد، سنت معلفاتی با سنت «پسامعلفاتی» جایگزین شده است.
سکونت‌گاه‌های نوسنگی فلات ایران غالباً در مجاورت منابع آب و زمین‌های حاصلخیز ساخته می‌شدند.
هر سکونت‌گاه بین ۵۰ و ۱۰۰ نفر جمعیّت داشت و شامل خانه‌هایی از خشت خام، چادر، یا کپر و همچنین آغل‌هایی برای نگهداری احشام می‌شد.
این سکونت‌گاه‌ها عمدتاً کمپ‌های فصلی عشایر رمه‌گردان (نیمه‌یکجانشین) بوده‌اند.
از حدود ۸٫۰۰۰ سال پیش، این سکونت‌گاه‌ها به‌تدریج جای خود را به روستاهای دائمی می‌دهند.
شکل این خانه‌ها و نحوهٔ به هم پیوستن آن‌ها برای تشکیل سکونت‌گاه‌های کوچک، الگوی روستاهای منطقه تا به‌امروز بوده است.
به‌نظر می‌رسد در این جوامع سلسله مراتب و اختلاف طبقاتی آشکاری وجود نداشته است، چرا که نشانی از سازه‌های خاص با کارکرد یادمانی نیست.
تدفین مردگان در زیر کفِ خانه‌ها، در زیر فضای باز سکونت‌گاه، و گاه در داخل خانه‌ای رهاشده انجام می‌شد.
در اواخر این دوران استفاده از خشت در ساخت خانه‌های فلات ایران معمول شد، خانه‌ها به‌تدریج چنداتاقی شدند، و معابر اولیه‌ای در فضای بین خانه‌ها تشکیل شد.

### نوسنگی با سفال و مس‌سنگی
از حدود ۸٫۵۰۰ سال پیش، سنت استفاده از سفال منقوش در ایران آغاز شد.
این امر ناظر بر پیدایش عناصری جدید در زندگی مسکونی، اجتماعی، و اقتصادی مردمان این سرزمین است.

در این دوران در جنوب غربی ایران، شواهدی از ساخت کانال‌هایی برای انتقال آب از رودخانه‌ها به زمین‌های کشاورزی هست. به گفتهٔ کامیار عبدی، این دست پروژه‌ها سبب توسعهٔ اقتصادی و همچنین تغییراتی اجتماعی، از جمله تقسیم کار و ایجاد سلسله مراتب شد.
حدود ۷٫۲۰۰ سال پیش در این منطقه (موسوم به دورهٔ سوزیانای کهن) روستاهایی با دو تا سه طبقهٔ اجتماعی تشکیل شده بوده است که رهبران و اطرافیان آن‌ها در بخش‌های بزرگتر و دیگران در جاهای کوچکتر می‌زیسته‌اند.
آنگاه که رهبران این روستاها به دنبال گسترش منطقهٔ نفوذ خود درمی‌آمده‌اند، درگیری‌های خشونت‌باری بین روستاها روی می‌داده است و طرف پیروز سکونت‌گاه طرف مغلوب را به آتش می‌کشیده است.
نشانه‌های استخراج فلز مس از حدود ۶٫۵۰۰ سال پیش در فلات مرکزی و جنوب غربی ایران حاصل شده است. این امر مقارن است با آغاز دوره‌ای جدید موسوم به دورهٔ مس‌سنگی، که آن را دوران گذاری بین فرهنگهای نوسنگی و تمدن‌های عصر برنز می‌دانند.
الگوهای روستایی ایجادشده تا اواخر دوران نوسنگی در ایران، غالباً در چند هزارهٔ آتی ثابت ماند. جغرافیای ناهموار و پاره‌پارهٔ فلات ایران سبب شد مردمان این دوران در فرهنگ‌هایی به‌نسبت منزوی از هم زندگی کنند و به استثنای ساکنان دشت دهلران در جنوب غربی ایران، در روند تشکیل مدنیت در میانرودان در غرب ایران و درهٔ سند در شرق نقشی نداشته باشند.
با وجود این انزوا، شواهدی از ارتباط فرهنگی بین همسایگان در فلات ایران، و در مواردی با فرهنگ‌های میانرودان هست، ولی
در کل این دوران عصر تاریکی در پیشاتاریخ ایران است و نیازمند مطالعات بیشتر می‌باشد.

## مطالعات باستان‌شناسی مرتبط با این دوره
نخستین مطالعات باستان‌شناسی در ایران تنها به چند محوطه محدود بود.
رومن گیرشمن، که در سال ۱۹۳۱ به ریاست مأموریت لوور در ایران برگزیده شده بود، تپه سیلک را بین سال‌های ۱۹۳۳ و ۱۹۳۷ میلادی حفاری کرده بود، و
اریش فریدریش اشمیت نیز در همان دههٔ ۱۹۳۰ کاوش‌هایی در تپه حصار و تپهٔ چشمه‌علی انجام داده بود. هر دوی اینها در گزارش‌شان به ورود فرهنگی جدید با سفال منقش اشاره کردند که فرهنگ بومی را ارتقا داده است.
آغاز جنگ جهانی دوم از ادامهٔ این دست مطالعات باستان‌شناسی در ایران جلوگیری کرد.
در دههٔ ۱۹۵۰، رابرت برایدوود که پیشتر جرموی عراق را حفاری کرده بود، دست به کاوش در اطراف کرمانشاه زد.
بااین‌حال اکتشاف‌ها در دههٔ ۱۹۶۰ بود که نام ایران را وارد ادبیات باستان‌شناختی در زمینهٔ نوسنگی کرد. از جملهٔ کاوش‌ها در این دهه می‌توان به یافته‌های فرانک هول و کنت وان فلانری در جلگهٔ خوزستان، رابرت دایسون و کایلر یانگ در تپهٔ حاجی‌فیروز و تپه دالما در شمال غربی ایران، لامبرگ کارلووسکی در تپه یحیی در جنوب غربی ایران، و فیلیپ ای.ال. اسمیت در تپهٔ گنج‌دره در زاگرس مرکزی اشاره کرد.
در سال ۱۹۶۷ نیز با تأسیس بنیاد آمریکایی مطالعات ایرانی توسط رابرت دایسون، ریچارد فرای، و جیکوب هورویتز، کاوش‌ها و حفاری‌های متعددی در ایران آغاز شد.
در دههٔ ۱۹۷۰ میلادی و به ابتکار عزت‌الله نگهبان، دانشگاه تهران کارگاهی دائمی در دشت قزوین تأسیس کرد و محوطه‌های نوسنگی فلات داخلی ایران چون تپه‌های سنگ‌چخماق، زاغه، و قبرستان را کاوش کرد.
با وقوع انقلاب ۱۳۵۷ ایران و پس از آن جنگ ایران و عراق کاوش‌های باستان‌شناسی در ایران متوقف شد و تا دههٔ ۱۳۷۰ شمسی بودجهٔ چندانی به فعالیت‌های باستان‌شناسی اختصاص نیافت.
در اواخر دههٔ ۱۳۷۰، عباس علیزاده محوطه‌های چغابنوت و چغامیش در خوزستان را کاوش کرد.
در دشت‌های پست شرق مازندران، اولین بررسی‌های سازه‌های انسانی دوران نوسنگی را علی ماهفروزی در سال ۱۳۷۹ خورشیدی انجام داد. در دههٔ ۱۳۹۰ نیز مصطفی شریفی فرایند گذار از دوران نوسنگی به مس‌سنگی را در شرق مازندران بررسی کرد.
در جنوب شرقی ایران نیز شهریار عدل در سال ۱۳۸۲ و پس از زمین‌لرزه بم محوطهٔ تل آتشی را کشف کرد.
کاوش‌های نوسنگی در سرزمین‌های پست مازندران در دهه‌های ۱۹۶۰ و ۱۹۷۰ میلادی (که باستان‌شناسی نو در حال شکل گرفتن بود) پیگیری نشد و بیشتر متمرکز بر غرب ایران بود، ازین‌رو این منطقه در مباحث باستان‌شناسی نوسنگی نادیده گرفته شده است.
در کاوش‌های متأخر، یک محوطهٔ نوسنگی پیش‌ازسفال و حدود ۲۰ محوطهٔ نوسنگی باسفال در فلات شمالی ایران یافت شده است.

## جنوب غربی ایران

### دوران نوسنگی
به گفتهٔ فرانک هول، شروع استقرارهای نوسنگی در فلات ایران را باید در جلگهٔ پست خوزستان و محوطه‌هایی مانند تپهٔ علی‌کُش، چغابنوت، و چغاگلان دانست.
اولین سکونت‌گاه در ایران در حدود ۹٫۰۰۰ سال پیش به‌شکل خانه‌هایی تک‌اتاقه در جوار تالابی دائمی در علی‌کُش (در فاز معروف به بُزمُردهٔ آن) ساخته شده‌اند که دیوارهایی به ضخامت ۲۵ تا ۴۵ سانتی‌متر از خشت‌هایی به ابعاد ۲۵ × ۱۵ × ۱۰ سانتی‌متر داشته‌اند. احتمالاً هر خانه اجاقی داشته که در محوطهٔ خانه تعبیه می‌شده است. به‌نظر می‌رسد ساکنان علی‌کُش پس از خشک شدن تالاب به دیگر محوطه‌های جلگهٔ خوزستان، مانند چغاسفید، نقل مکان کرده باشند.
چغابنوت هم در دوران نوسنگی پیش‌ازسفال و اوایل دوران نوسنگی باسفال مسکون بوده است.
در بازمانده‌های دوران نوسنگی پیش‌ازسفال مجموعه‌ای از اجاق‌ها یا گودال‌های آتش کاوش شده ولی خانه‌ای از این دوران یافت نشده است. از سکونت‌گاه باسفال (معروف به فاز ۰) خانه‌های خشتی کوچکی بازمانده است.
از دیگر سکونت‌گاه‌های منطقه باید به «تپه تولایی» اشاره کرد که قدمتش به اوایل عصر نوسنگی با سفال می‌رسد و به عنوان چراگاه فصلی مردمانی عشایری به‌کار می‌رفته است که در سازه‌هایی چادرمانند می‌زیسته‌اند و در جای دیگری از جلگهٔ نیمه‌خشک خوزستان به‌طور محدود کشاورزی می‌کرده‌اند.
یافته‌ها در تپهٔ تولایی شامل دیوارهای بیرونی و سکوهای داخلی سازه‌ای می‌شود که مشابه انبارهایی است که عشایر امروزی منطقه برای ذخیرهٔ دارایی‌هایشان بالاتر از سطح زمین استفاده می‌کنند.
در دشت داخلی فارس نیز در دوران نوسنگی پیش‌ازسفال سکونت‌گاه‌هایی در تل موشکی و تل جری تشکیل شد که به‌علت عدم وجود معماری قابل‌توجه می‌توان گفت سرپناه فصلی عشایرِ رمه‌گردان (نیمه‌یکجانشین) بوده‌اند.
در تل باکون در مرودشت هم ۶٫۵۰۰ سال پیش سکونت‌گاهی تشکیل شد که تا ۵٫۴۰۰ سال پیش مسکون بوده است.
در این سکونت‌گاه تعدادی خانه با دیوارهایی از خشت و کاه باقی مانده است. برخی از این خانه‌ها یک یا دو دیوار مشترک داشته‌اند. روی بعضی از دیوارهای آن‌ها به‌شکل نوارهای رنگی موازی تزئیناتی انجام شده است. سقف‌ها احتمالاً از تیر، حصیر، و گل ساخته می‌شده است. بین هر چند منزل فضایی باز هست که بناها به آن مرتبط بوده‌اند. ۱۲ انباری نیز در مجموعه کاوش شده که نشان‌دهندهٔ نقش تجاری آن در منطقه است.
وجود ساختمانی بزرگ، که در آن جای بیش از ۱۰۰ مُهر یافت شده، شاهدی بر وجود فن مدیریت شهری در یک جامعهٔ نوسنگی است.

### دوران مس‌سنگی
دشت‌های جنوب غربی ایران از مهم‌ترین مناطقی است که در مطالعهٔ سازوکار تشکیل اولین دولت‌ها مورد توجه قرار می‌گیرد.
از اواخر دوران نوسنگی و اوایل دوران مس‌سنگی در جنوب غربی ایران، شواهدی از ساخت کانال‌هایی برای انتقال آب از رودخانه‌ها به زمین‌های کشاورزی هست. به گفتهٔ کامیار عبدی، این دست پروژه‌ها سبب توسعهٔ اقتصادی و همچنین تغییراتی اجتماعی، از جمله تقسیم کار و ایجاد سلسله مراتب شد، چنان‌که در بین خانه‌های ساخته‌شده در تپه چغامیش یکی از خانه‌ها به شکل قابل توجهی بزرگتر و خوش‌ساخت‌تر است.
این بنا شالوده‌ای گِلی، جرزهایی به شدت ضخیم، و نمای بیرونی خاصی داشته است.
حدود ۷٫۲۰۰ سال پیش در این منطقه (موسوم به دورهٔ سوزیانای کهن) روستاهایی با دو تا سه طبقهٔ اجتماعی تشکیل شده بوده است که رهبران و اطرافیان آن‌ها در بخش‌های بزرگتر و دیگران در جاهای کوچکتر می‌زیسته‌اند.
آنگاه که رهبران این روستاها به دنبال گسترش منطقهٔ نفوذ خود درمی‌آمده‌اند، درگیری‌های خشونت‌باری بین روستاها روی می‌داده است و طرف پیروز سکونت‌گاه طرف مغلوب را به آتش می‌کشیده است.
نمونهٔ آن چغامیش است که محوطهٔ آن در دوران اوجش به ۱۷ هکتار می‌رسیده است. چغامیش در نبردی منطقه‌ای تخریب شد و پس آن، شوش به‌عنوان مرکز منطقه ظهور کرد.
مهم‌ترین بنای شوش در این دوران (موسوم به شوش ۱) بنای مستطیلی خشت خام است که به آکروپُل معروف است. آنچه امروزه از آکروپل مانده سکویی است به قاعدهٔ ۷ × ۱۴ متر و ۱٫۷ متر ارتفاع که ممکن است در اصل شالودهٔ بنایی مذهبی یا تشریفاتی بوده باشد. در این دوران گورستان عظیمی هم در شوش ساخته بوده‌اند.
چند نسل بعد از ساخت آکروپل، بنای عظیم دیگری نیز در شوش ۱ برپا کرده‌اند که احتمالاً محل سکونت افرادی بلندپایه بوده. این بنا در محوطه‌ای به ابعاد ۷۰ × ۷۵ متر ساخته شده و تا ۱۱ متر ارتفاع داشته است. گِردِ این سازه را حصاری از جنس خاک کوبیده به ضخامت شش متر ساخته بودند.
در حدود ۶٫۰۰۰ سال پیش (اوایل دوره اوروک) شوش ۱ رها شد. اندکی بعد سکونت‌گاه دیگری در شوش بنا شد که به شوش ۲ موسوم است و ساختار مدیریتی سه طبقه‌ای در آن را، که با تسلط بر روستاهای کوچک اطراف همراه بود، از اولین سیستم‌های دولتی دانسته‌اند. شوش ۲ در اواخر دوران مس‌سنگی رها شد و تا برآمدن تمدنِ شوشِ نیاایلامی در عصر برنز متروک ماند.
از دیگر سکونت‌گاه‌های مهم دورهٔ مس‌سنگی در منطقه می‌توان از چغاسفید یاد کرد.
در چغاسفید عنصر معماری‌ای موسوم به حوض گلی دیده می‌شود که کاربردش معلوم نیست. همچنین کف خانه‌های چغاسفید را برای جلوگیری از ورود رطوبت با سفال پوشانده و کف محوطه‌ها را هم سنگفرش کرده بوده‌اند.

## زاگرس مرکزی

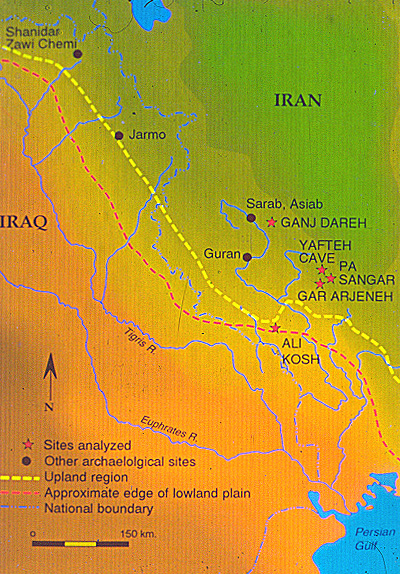
محوطه‌های نوسنگی در بخش زاگرس مرکزی (بالای خط‌چین زرد)

### نوسنگی پیش‌ازسفال
بیشتر دانش ما در مورد معماری دوران نوسنگی پیش‌ازسفال در ایران از دره‌ها و دشت‌های اطراف زاگرس مرکزی می‌آید.
مهم‌ترین محوطهٔ نوسنگی در این منطقه تپهٔ کوچک گنج‌دره (در بخش موسوم به سطح D) در هفت کیلومتری هرسین است، که در آتشی سوخته است ولی جزئیات معماری آن تا حدودی سالم مانده و شامل اطلاعات گسترده‌ای دربارهٔ سازماندهی داخلی روستاهای اوایل دوران نوسنگی ایران است.
به‌نظر می‌رسد گنج‌دره کمپ فصلی عشایر رمه‌گردان (نیمه‌یکجانشین) بوده است.
محوطه شامل اتاق‌های کوچک خشتی بوده است
که کاربردهای اقامتی، ذخیره‌سازی غلات، و آیینی و نمادی در آن‌ها با هم آمیخته بوده‌اند.
از مشخصات تعجب‌آور گنج‌دره، ضخامت اندک دیوارها (۳۰ تا ۴۰ سانتی‌متر) در مقایسه با سکونت‌گاه‌های دیگر دوران نوسنگی است. برای برپایی این دیوارها از شمعهای داخلی و خارجی استفاده شده است. به گفتهٔ فیلیپ ای.ال. اسمیت گنج‌دره از قدیمترین موارد استفاده از شمع و نیم‌ستون در خاور نزدیک و احتمالاً نخستین نمونه‌ای است که در آن شمعِ شالوده از خشت و گل ساخته شده نه از سنگ. در کل با وجود فراوانی سنگ در محوطه، از این مصالح استفاده چندانی نشده است.
به نظر می‌رسد که راه ورود به بناها از بام بوده باشد.
پلان خانه‌های گنج‌دره (و احتمالاً دیگر سکونت‌گاه‌های زاگرس میانی در این دوران) برخلاف دیگر جاهای ایران مدور یا نیمه‌مدور بوده است. به باور کنت وان فلانری، پلان مدور مربوط به جوامع شبانی و پلان چهارگوش مربوط به جوامع کشاورزی بوده است، ولی متیو جانسون بر این باور است که تفاوت سکونت‌گاه‌هایی با پلان مدور و پلان چهارگوش در تباین بین جوامع با خانوادهٔ هسته‌ای و خانوادهٔ گسترده بوده است.
از اوایل هزارهٔ هفتم پیش‌ازمیلاد سکونت‌گاهی در تپه عبدالحسین تشکیل شد که آن هم کمپ فصلی عشایر رمه‌گردان بوده است.
قدیمی‌ترین لایه‌های تپهٔ عبدالحسین شامل مجموعه‌ای است از اجاق‌ها، مربوط به دورهٔ پیش‌ازسفال، و لایه‌های بعدی، از دورهٔ با سفال، دیوارهای خشتی دارد.
به‌نظر می‌رسد بین این دوره‌های سکونت، عبدالحسین برای چندهزار سال رها شده بوده باشد.
سکونت‌گاه کوچکِ تپه گوران در ۶۵ کیلومتری جنوب کرمانشاه هم از دیگر مراکز سکونت در این منطقه است و در آن مجموعه‌ای از روستاها از دوران نوسنگی پیش‌ازسفال تا مراحل اولیه نوسنگی باسفال مسکون بوده‌اند.
ساکنان اولیه ممکن است عشایر رمه‌گردانی بوده باشند که در زمستان در کلبه‌هایی از چوب و شاخه‌های نازک درختان می‌زیسته‌اند.
این کلبه‌ها شامل دو یا سه اتاق راست‌گوش بوده‌اند.
حدود ۸٬۲۰۰ سال پیش، این روستا به سکونت‌گاهی دائمی با خانه‌هایی با دیوارهای خشتی و سفال تبدیل شد که روی شالوده‌ای سنگی قرار داشتند.
تپهٔ سراب در شمال کرمانشاه نیز از دیگر سکونت‌گاه‌های نوسنگی پیش‌ازسفال منطقه بوده است که به‌سبب نبود خانه و ابزار کشاورزی و کشف مقادیر زیادی استخوان گوسفند و بز، می‌توان گفت کمپ فصلی عشایر رمه‌گردان بوده است.
در کاوش‌ها در سراب نشانه‌های از دیوارهای خشتی و سفال نیز پیدا شده است و به‌نظر می‌رسد بعدها سکونت‌گاهی دائمی هم در سراب بوده است.

### نوسنگی با سفال و مس‌سنگی
جوامع دوران نوسنگی با سفال و مس‌سنگی در زاگرس مرکزی به پیچیدگی اجتماعی‌سیاسی و بزرگی جوامع معاصرشان در جنوب غربی ایران نیستند، که دلیل آن می‌تواند عدم وجود سازوکار آبیاری زمین‌های کشاورزی بوده باشد. سکونت‌گاه‌ها در دره‌هایی که به آب دسترسی داشته است ساخته می‌شدند و ساختاری سلسله مراتبی داشته‌اند.
مهم‌ترین این سکونت‌گاه‌ها تحت تأثیر فرهنگ‌های دالما (که مرکز آن در شمال غربی ایران قرار دارد) و عبید (که مرکز آن در میانرودان است) بوده‌اند. «دوران ۵ گودین‌تپه» و تپهٔ مجاورش، موسوم به «سه گابی»، از مهم‌ترین محوطه‌های کاوش‌شدهٔ دورهٔ مس‌سنگی در زاگرس مرکزی است.
از «گودین تپهٔ دوران ۵»، که در اواخر دوران مس‌سنگی مسکون بوده است، مجموعه‌ای از اتاق‌ها، حیاط‌ها، و انبارهای مربع یا مستطیلی منظم بازمانده است که با خشت خام در ابعاد مختلف ساخته و با آهک سفید اندود شده بوده‌اند. در عریض‌ترین قسمتش، حصار گرد محوطه ۱٫۵ متر پهنا داشته است.
گویا گودین در این دوره با شوش و جلگه خوزستان در ارتباط بوده است.

## شمال غربی ایران

### نوسنگی پیش‌ازسفال
کشاورزی و دامپروری دیرتر از زاگرس مرکزی به شمال غربی ایران رسید. محوطهٔ کلیدی دوران نوسنگی در این منطقه تپه حاجی فیروز در درهٔ اوشنو-سولدوز است که با فرهنگ حسونا در میانرودان همزمان بوده است.
مانند دیگر محوطه‌های معاصر در ایران، حاجی فیروز روستایی کوچک با خانه‌های تک‌خانواده‌ای (خانوادهٔ هسته‌ای) بوده است و ساکنان آن مردگانشان را در زیر کف همان خانه‌ها دفن می‌کرده‌اند.
در کل ۱۸ بنای چهارضلعی، هر یک به مساحت بین ۲۷ تا ۳۸ مترمربع، در حاجی فیروز یافت شده است. تیغه‌ای کوتاه این خانه‌ها را به دو بخش تقسیم می‌کرده که یکی (که جزئیات تمیزتر و تزئینات داشته) برای زندگی و دیگری برای کار و فعالیت به کار می‌رفته است. دیوارها از خشت‌های نامنظم به ضخامت ۴۰ سانتی‌متر ساخته شده‌اند و در ضلع شرقی ساختمان‌ها (جهت وزش بادِ غالب)، دیواره‌ای کوتاه و بدون سقف قرار دارد. جهت درهای ورودی نیز برای دوری از باد غربی به سمت شرق بوده است.
سقف بناهای حاجی فیروز احتمالاً مسطح و از لایه‌های نی و گل بر روی تیرهای چوبی کوچک بوده است.

### نوسنگی با سفال و مس‌سنگی
به‌نظر می‌رسد پس از رها شدن حاجی‌فیروز، برای هزار سال در منطقه سکونت‌گاه دائمی دیگری تشکیل نشده باشد.
در دوران مس‌سنگی نمونهٔ بارز فرهنگ منطقه تپهٔ دالما است که در ۵ کیلومتری جنوب غربی حسنلو قرار دارد. در دالما دو سازهٔ مستقل کاوش شده که با حیاطی بزرگ از هم جدا می‌شده‌اند. ساختمان شمالی دستکم سه اتاق داشته و یک فضای نیمه‌باز که احتمالاً حیاط مرکزی بوده است. اجاقی هم در وسط حیاط مرکزی قرار می‌گرفته است. دیوارهای دالما چینه‌هایی از خشت خام هستند که ابعاد هر یک بین ۱۵ تا ۶۰ سانتی‌متر متغیر است.

## جنوب شرقی ایران

سرداب با کارکرد مذهبی در تل ابلیس

### نوسنگی پیش‌ازسفال
تل آتشی در ۳۵ کیلومتری شرق شهر بم (که پس از زمین‌لرزه بم کشف شد) سکونت‌گاهی مربوط به دوران نوسنگی پیش‌ازسفال است. خانه‌های تل آتشی چهارگوشی و اِل (L) شکل بوده‌اند و ممکن است دوطبقه بوده باشند، که طبقه بالا برای سکونت و طبقهٔ پایین برای انبار به کار می‌رفته است. جهت‌گیری فضاها از شمال شرقی به جنوب غربی بوده است که به‌نظر می‌رسد با جهت وزش باد غالب در منطقه منطبق باشد. اجاقی کوچک در دیوار اتاق ساخته می‌شده است. ورودی به خانه‌ها احتمالاً از طریق بام صورت می‌گرفته و بین فضاها مشترک بوده است. جایی کنار این فضاها و نزدیک بخش مسکونی، زباله‌دانی قرار داشته است. مصالح سازه‌ها از گِل، سنگ، و نِی برای پوشش سقف بوده‌اند.

### نوسنگی باسفال و مس‌سنگی
مهم‌ترین سکونت‌گاه کاوش شده از عصر نوسنگی در جنوب شرقی ایران تل ابلیس در درهٔ مشیز کرمان است که در حدود ۶٫۴۰۰ تا ۶٫۲۰۰ سال پیش (اواخر نوسنگی با سفال و اوایل مس‌سنگی) مسکون بوده است.
شواهد معماری در تل ابلیس نشان از تغییراتی در ساختار اجتماعی‌اقتصادی سکونت‌گاه‌ها (از گروه‌های تک‌خانواده به واحدهای بزرگتر) در اواخر دوران نوسنگی با سفال دارد.
در این سکونت‌گاه مجموعه‌ای از اتاق‌های مستطیل‌شکل در ابعاد و اندازه‌های مختلف که به دور یک انبار ساخته شده بوده‌اند، تعدادی راهرو، حیاط، و کوچه یافت شده است. دیوارها از خشت خام بوده‌اند و حدود ۴۰ سانتی‌متر ضخامت داشته‌اند و روی آن‌ها با ۱ تا ۲ سانتی‌متر گل اندود شده بوده است. زیر خشت‌ها با اثر انگشت برای اتصال بهتر با ملات کمی فرورفته است. در دو طرف دیوارها با فواصل تقریباً منظم پشت‌بندهایی قرار گرفته است و کف‌ها یک لایه زیرسازی شده و با حصیر پوشانده شده بوده‌اند. در کف اتاق‌ها تیرهای چوبی سوخته یافت شده است که احتمالاً تیرهای سقف بوده‌اند. سقف‌ها احتمالاً کمی شیب‌دار بوده‌اند. در داخل اتاق‌آسیاب، مخزن آسیاب، آتشدان و اجاق (۱۰ سانتی‌متر پایین‌تر از کف)، و عناصر گلی با عملکرد نامعلوم دیده می‌شود. در جاهایی درها برای افزودن ضمیمه‌ای به خانه مسدود شده‌اند که گواه تحول واحد اجتماعی از خانوادهٔ هسته‌ای به خانواده گسترده است. یک اتاق منفرد، یا سرداب، که به باور برخی باستان‌شناسان کارکرد مذهبی داشته است، گوشه‌هایی گرد و سقف گنبدی‌شکل دارد که یک ورودی آن با خشت مسدود شده و اسکلت یک مرد و یک گلدان در کف آن یافت شده است.
لایه‌های اولیهٔ تپه یحیی در دشت صوغان هم از دوران مس‌سنگی است و شباهت بسیاری به تل ابلیس دارد.

## فلات مرکزی ایران

### نوسنگی پیش‌ازسفال
به‌سبب خشکی و ناملایمات جغرافیایی فلات مرکزی ایران، در دوران نوسنگی بدون سفال سکونت‌گاه‌های چندانی در این منطقه تشکیل نشد. تنها سکونت‌گاه شناخته‌شده از دوران نوسنگی بدون سفال در شرق زاگرس فازهای اولیهٔ تپه‌های سنگ‌چخماق
در ۸ کیلومتری شمال شهر شاهرود است.
سنگ‌چخماق از دو تپه تشکیل شده است که هر کدام دارای ۵ فاز استقراری بوده‌اند.
در تپه غربی تعدادی پشته و همچنین بقایای بناهایی به شکل مستطیل هر کدام شامل سه اتاق پیدا شده است که کاربرد مسکونی و احتمالاً مذهبی داشته‌اند.
از یافته‌ها در این محوطه می‌توان به جایگاه آتش به مساحت یک متر مربع، نوعی اجاق روی سکو در بخش میانی خانه (که از اتاق میانی با چند پله قابل دسترسی است)، و سکوی تخت مانند در بعضی اتاق‌ها اشاره کرد. از آنجا که خاکستر اجاق دست‌نخورده و خارج‌نشده است، باستان‌شناسان بر این باورند که آتشِ آتشدان مقدس بوده است. روی کف لکه‌های قرمز رنگی احتمالاً برای تزئین ایجاد شده بوده است. یکی از خانه‌ها (بنای شمارهٔ ۱۰) پی سنگی دارد. دیوارهای خانه‌ها از گل به ضخامت متوسط ۵۰ سانتی‌متر هستند که در بعضی جاها به یک متر هم می‌رسد. در وسط دیوارها هم یک پشت‌بند ساخته شده است.
در تپهٔ شرقی، که حدود ۱٫۰۰۰ سال پس از تپهٔ غربی مسکون بوده است هم بقایای بناهایی با چند اتاق پیدا شده است که دیوارهایشان اندود کاهگل دارد. جنس دیوارها از چینه به ضخامت ۷۰ سانتی‌متر است. در محوطهٔ باز دو کوره به شکل نیم‌دایره (به قطر ۱۷۰ سانتی‌متر و ۱۲۰ سانتی‌متر) و یک کورهٔ تقریباً دایره شکل (به قطر ۵۰ سانتی‌متر) پیدا شده است.
در این محوطه گذار از فاز نوسنگی بدون سفال (تپهٔ غربی) به نوسنگی با سفال (تپهٔ شرقی) در حدود هزارهٔ هفتم پیش از میلاد را به خوبی می‌توان دید و معرف دورهٔ تحول مهمی در مسیر تکامل مدنیت است.

### نوسنگی با سفال
تپه زاغه

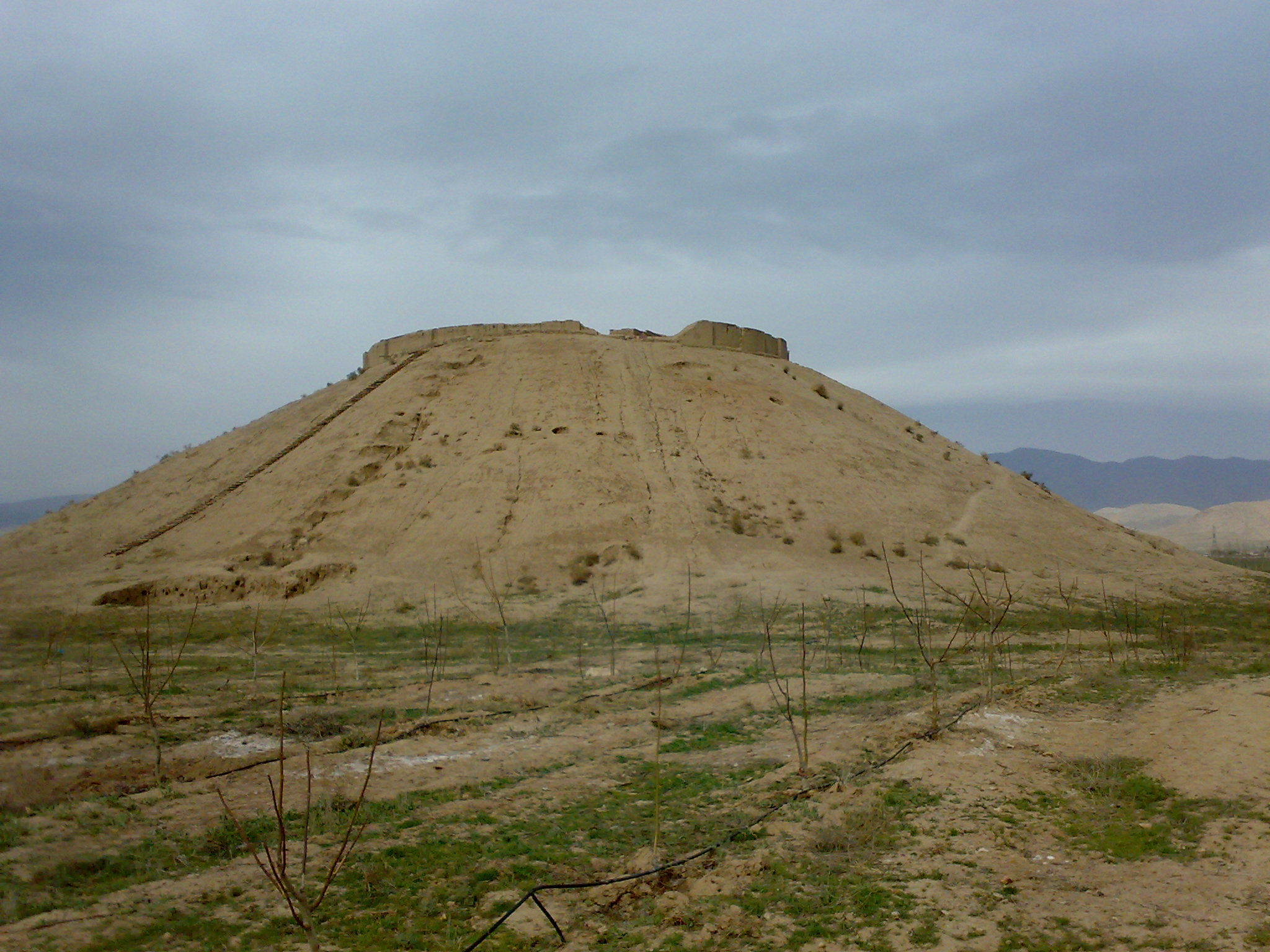
وضع کنونی تپه زاغه

تپه زاغهٔ قزوین شاخص‌ترین سکونت‌گاهی نوسنگی با سفال این منطقه و معرف فرهنگ جوامع نوسنگی در فلات مرکزی ایران است.
در این سکونت‌گاه ۲۱ خانه در ۱۲ لایهٔ استقرار کاوش شده است.
جهت‌گیری خانه‌ها از شمال شرقی به جنوب غربی است که هماهنگ با بادهای دائمی قزوین است و درِ خانه‌ها هم با توجه به این امر جایگذاری شده است.
تنها درِ یکی از خانه‌ها به سمت وزش باد دائمی (شمال شرقی) باز می‌شود که در این مورد هم چینه‌ای روبروی در ورودی ساخته بوده‌اند.
فضاها کاملاً به‌صورت ارگانیک و ناهندسی شکل گرفته‌اند، زوایا نامنظم و ناراست، و اضلاع ناموازی‌اند.
ساختار معابر بدون طراحی اولیه و به مرور زمان شکل گرفته‌اند.
جنس دیوارک‌ها از چینه و جنس دیوارهایی که روی آنان سقف قرار می‌گرفته است از خشت خام است. خشت‌ها را با دست و بدون استفاده از قالب شکل داده‌اند. این خشت‌ها ابعاد معینی ندارند و از ۴۰ تا ۸۰ سانتی‌متر طول، ۲۵ تا ۳۵ سانتی‌متر عرض، و معمولاً ۱۲ سانتی‌متر ضخامت متغیرند. در وجوه فوقانی، تحتانی، و پهلوهای خشت‌ها شیارهای کم‌عمقی هست که با فشار ملایم انگشتان ایجاد شده‌اند و به نگهداری اندود کمک می‌کرده‌اند. در دو سر خشت فرورفتگی‌های عمیق‌تری هست تا ملات به داخل آن‌ها نفوذ کند و آن‌ها را در جای خود محکم سازد.
دیوارها به صورت عمود به هم برمی‌خوردند و فضای بین آن‌ها با گل و اندود پر می‌شد.
در سطوح دیوارهای داخلی به‌هدف تزئین قطعات سفالی منقوشی قرار داده شده است. همچنین روی دیوارهای با رنگ‌های آخری، قرمز، سفید، سیاه، و زرد رنگ‌آمیزی و اندود شده است.
دیوارهایی مضاعف و دوجداره در تپه زاغه ساخته شده‌اند که حدس زده می‌شود برای دوطبقه بودن بعضی از قسمت‌های خانه بوده‌اند.
سقف فضاها مسطح بوده است.
این سقف‌ها را با ابتدا با تیرهای چوبی می‌پوشانده و روی آن‌ها شاخ و برگ درخت می‌ریخته‌اند و سپس با کاهگل اندود می‌کرده‌اند.
گورستان با فضای زندگی تلفیق شده بود، بگونه‌ای که کودکان را در زیر کف اتاق‌ها و افراد بالغ را در محوطه با کمی فاصله دفن می‌کردند.
هر خانه شامل یک بخش مسقف و یک بخش رو بوده است که بسته به نوع فعالیت (دامداری یا کشاورزی) آغل یا انباری داشته است. آغل‌ها در میانهٔ فضای روباز ساخته می‌شده است و انباری کنار نشیمن در فضای مسقف.
پوشش سقف انباری حالت گنبدی داشته است.
باستان‌شناسان به استناد نوع تدفین حدس می‌زنند که در تپه زاغه نوعی نظام طبقاتی شکل گرفته بوده است.
تپه حصار
در اواخر دوران نوسنگی سکونت‌گاهی در جنوب دامغان در تپه حصار (دوره‌های ۱آ و ۲ب) تشکیل شد که امروزه نشانه‌های چندانی از خانه‌های آن باقی نمانده است. این خانه‌ها را از خشت خام و با قاعده‌های مستطیلی ساخته بوده‌اند. دیوارهای دورهٔ ۲ب نیز در فواصل منظم پشت‌بند بیرونی داشته‌اند. در کف خانه‌ها مرده‌ها به صورت نامنظم دفن می‌شدند و در کنار آن‌ها اشیاء تزئینی دفن شده که تعداد آن‌ها برای مرده‌های مختلف متفاوت است و تعددشان احتمالاً نشانهٔ قدرت و ثروت ایشان بوده است. برای برخی مردگان هم گور صندوقی خشتی ساخته بوده‌اند. مردان و زنان با اشیاء یکسان دفن شده‌اند و شاید این امر نشان‌دهندهٔ این است که یک موقعیت اجتماعی داشته‌اند. اجزایی چون اجاق، تاقچه، و گربه‌رو هم در داخل اتاق‌ها بوده‌اند.
سیلک
در اواخر عصر نوسنگی، سیَلْک در جنوب غربی کاشان به مهم‌ترین سکونت‌گاه فلات مرکزی ایران تبدیل شد.
سیلک از دو تپه با فاصلهٔ ۶۰۰ متر تشکیل شده که تپهٔ شمالی در هزارهٔ ۵ و ۶ پیش‌ازمیلاد در دو دورهٔ مختلف و تپهٔ جنوبی در هزارهٔ ۴ پیش‌ازمیلاد تا ۲۸۰۰ سال پیش (عصر برنز) مسکون بوده است.
در دورهٔ اول تپهٔ شمالی (۸٫۲۰۰ تا ۷٫۵۰۰ سال پیش)، بناهای گلی بدون پی‌ریزی با دیوارهای چینه‌ای با ضخامت‌های مختلف از گل ساخته‌شده بودند.
مرده‌ها در کف اتاق یافت شده‌اند که به حالت خمیده و عموماً در جهت شرقی-غربی دفن می‌شده‌اند. به نظر می‌رسد ساکنان آغازین سیلک شکارچی-گردآورندگانی بودند که به تدریج به کشاورزی و دامداری و یکجانشینی روی آوردند.
در دورهٔ دوم تپهٔ شمالی (۷٫۵۰۰ تا ۶٫۰۰۰ سال پیش)، خانه‌های گلی با اتاق‌های راست گوشه ساخته شده‌اند که چینه‌های آن‌ها خوب ورز داده شده و به شکل مکعب‌مستطیل در آفتاب خشک شده است. روی دیوارها با رنگ قرمز تزئین شده است.
استفاده از کوره‌هایی برای پخت سفال و استفاده از خشت قالبی در معماری تحول مهمی به حساب می‌آید.

### دوران مس‌سنگی
سیلک
در تپهٔ جنوبی سیلک دو دورهٔ سکونت مربوط به دوران مس سنگی هست.
در اوایل هزارهٔ چهارم پیش‌ازمیلاد به دلیل زلزله یا جنگ ساکنان تپهٔ شمالی به تپهٔ جنوبی کوچ کردند
و در دورهٔ اول سکونت در تپهٔ جنوبی (۶٫۰۰۰ تا ۵٫۲۰۰ سال پیش) مجموعه اتاق‌های در ابعاد و اندازه‌های متنوع با نظم هندسی و گوشه‌های راست ساختند. این اتاق‌ها از طریق فضای کوچکی شبیه هشتی به هم متصل می‌شده‌اند. در دیوارهای طویل این اتاق‌ها پنجره‌هایی برای نورگیری تعبیه شده بود. در دیوارهای بیرونی برآمدگی‌ها و فرورفتگی‌هایی برای تزئین وجود داشته است و دیوارهای داخلی به رنگ سفید یا قرمز اندود شده‌اند. در ازارهٔ دیوارها نیز قطعات سفالی گذاشته شده است که احتمالاً برای جلوگیری از نفوذ رطوبت بوده است.
در این دوره نیز مرده‌ها در زیر خانه‌ها دفن می‌شده‌اند.
تپه قبرستان
مهم‌ترین سکونت‌گاه عصر مس‌سنگی در فلات مرکزی ایران تپه قبرستان در ۶۰ کیلومتری جنوب قزوین است که در دوران اوجش محوطه‌ای به مساحت ۱۰ هکتار را در بر می‌گرفته است. شروع سکونت در تپهٔ قبرستان همزمان است با پایان سکونت در تپه زاغه. شکل ساخت‌وسازها مشابه تپه زاغه است ولی بناها هندسی‌ترند و شکل معابر مستقیم‌تر. محل اتصال دیوارها نیز نسبت به تپه زاغه منظم‌تر ساخته شده است و ابعاد خشت‌ها منظم‌تر است و به وضعیتی که در زاغه هست نیست.
در تپهٔ قبرستان همچنین کارگاهی چنداتاقی برای ریخته‌گری مس ساخته شده بوده است که خبر از پیشرفت فناوری متالورژی در این سکونت‌گاه می‌دهد. نمونه‌های اشیاء فلزی ساخته شده در این دوران در تپه قبرستان در سیلک و تل ابلیس یافت شده‌اند.

## فلات شمالی ایران
برخلاف فلات مرکزی ایران، اطلاعات چندانی از توالی فرهنگی دوران نوسنگی در شمال رشته‌کوه البرز در دست نیست.
یکی از بارزترین این محوطه‌های دوران نوسنگی پناهگاه سنگی «راشک ۳» در دو کیلومتری شمال روستای رودبارک در منطقهٔ کلاردشت است. «راشک ۳» حفره‌ای است به عرض ۱۶ متر، عمق ۹ متر، و ارتفاع ۶/۵ متر که در دل صخره و ۶ متر بالاتر از کف دره قرار دارد و ورودی‌اش رو به شرق است.

## یادداشت
1. ↑  یا «عصر کالکولتیک»
2. ↑  architecturally modiﬁed environment
3. ↑  ساختار واحد خانوادگی در همهٔ پیشاتاریخ در فلات ایران ادامه یافت.
4. ↑  Kozlowski
5. ↑  Aurenche
6. ↑  M'lefaat
7. ↑  Robert Dyson
8. ↑  T. Cuyler Young
9. ↑  C. Lamberg-Karlovsky
10. ↑  Philip E. L. Smith
11. ↑  در تپه‌آسیاب در کرمانشاه سرپناه‌های موقتی گردی کاوش شده که سازندگانشان سکونت دائمی نداشته‌اند.
12. ↑  در کل سه فاز در تپهٔ علی کش شناسایی شده که قدیمی‌ترین آن (مربوط به اوایل دوران نوسنگی) با نام بزمرده، دومین آن (در زمان نوسنگی پیش‌از سفال) با نام علی‌کُش، و سومین آن (مربوط به دوران نوسنگی با سفال) با نام محمدجعفر شناخته می‌شود.[۳۹]
13. ↑  یا «تپهٔ توله‌ای»
14. ↑  یا بَکان در لفظ محلی. نام باکون در ادبیات باستان‌شناختی جاافتاده است.
15. ↑  مهرها از مهم‌ترین ابداعات بشر در خاور نزدیک بودند و مستقیماً بر تجارت دلالت می‌کنند. این مهرها بدواً از سنگ یا سفال به شکل استامپ ساخته می‌شدند و بعدها به شکل مسطح درآمدند که زائده‌ای برای آویزان کردن دارد که کاربرد آن تا امروز هم ادامه یافته.[۱۰]
16. ↑  Acropole
17. ↑  ژاک دو مورگان بر این باور بوده که تپه‌ای در حریم شوش (که او آن را آکروپُل نامید) معبد یا کاخ فرمانروایان ایلامی بوده.[۵۵] پژوهش‌های متاخر آکروپل را هزاران سال قدیمی‌تراز ایلامی‌ها می‌داند.
18. ↑  از آنجا که بعدها هخامنشیان در این مکان آپادانایی ساختند، باستان‌شناسان این سازه را هم آپادانا نامیده‌اند.
19. ↑  گرچه اینکه آیا گنج‌دره استثنائی بوده یا نمونه‌ای از معماری سکونت‌گاه‌های نوسنگی ایران است هنوز محل پژوهش باستان‌شناسان است.[۶۲]
20. ↑  Matthew Johnson
21. ↑  بخشی از تل ابلیس موسوم به سطح O، در لایه‌های ۰ تا ۳
22. ↑  یا ظرفی شامل خوردنی و آشامیدنی برای استفادهٔ مردگان در دنیای دیگر.

### فهرست منابع
- ادیب‌زاده، بهمن؛ مصطفوی، فاطمه؛ رازجویان، محمود؛ ریاضی، محمدرضا (۱۳۸۴). آثار خانه در ایران از نوسنگی تا ساسانی. شرکت عمران و بهسازی شهری ایران (مادر تخصصی). OCLC 239846377. شابک ۹۶۴-۰۶-۵۸۵۶-۱.
- اندرولولر؛ وحدتی، علی‌اکبر (۱۳۸۳). «گزارش ویژه: باستان‌شناسی در ایران». باستان پژوهی (۱۲): ۱۰۹–۱۱۸. دریافت‌شده در ۲۰۱۸-۰۹-۲۹.
- بهنام، عیسی (۱۳۵۲). «تحولی که اساس تمدن امروزی شد (پایان دوران سنگ آغاز دوران برتر و طلوع یک تمدن هفت هزار ساله)». هنر و مردم (۱۲۹ و ۱۳۰): ۲–۷. دریافت‌شده در ۲۰۱۸-۰۹-۲۴.
- پورفرج، اکبر (۱۳۹۴). «شیوه‌های مبادله و تجارت در جوامع نوسنگی ایران». جامعه‌شناسی تاریخی. ۷ (۱): ۲۲۷–۲۶۱. دریافت‌شده در ۲۰۱۸-۰۹-۲۷.
- رفیع‌فر، جلال‌الدین؛ قربانی، حمیدرضا (۱۳۸۵). «از کوچندگی تا یکجانشینی؛ رویکرد باستان مردم شناختی بر خاستگاه خانه و استراتژی معیشتی در دوره نوسنگی». نامه انسان‌شناسی (۹): ۸۴–۱۱۶. دریافت‌شده در ۲۰۱۸-۰۹-۱۰.
- رمضان‌پور، حسین؛ گاراژیان، عمران؛ ولی‌پور، حمیدرضا (۱۳۹۲). «نوسنگی و نوسنگی شدن در سرزمین پست شرق مازندران بر اساس بررسی‌های باستان شناختی». پژوهش‌های باستان‌شناسی ایران (۴): ۹۷–۱۱۶. دریافت‌شده در ۲۰۱۸-۰۹-۲۹.
- سلطان‌زاده، حسین؛ یوسفی، ماندانا (۱۳۹۲). «چگونگی کاربرد هندسه و تفکیک فضا در معماری پیش از تاریخ ایران». اندیشه معماری (۱): ۵۴–۷۰. دریافت‌شده در ۲۰۱۸-۰۹-۱۰.
- صادقی‌نژاد، حمید. «ایران در پیش از تاریخ». اطلس تاریخ ایران. دریافت‌شده در ۲۰۱۸-۰۹-۲۹.
- علیزاده، عباس؛ غلامی، غزاله (۱۳۸۰). «پروژه پیش از تاریخ ایران». آثار (۲): ۴۰–۴۴. دریافت‌شده در ۲۰۱۸-۰۹-۳۰.
- گودرزی، ویدا (۱۳۹۴). «چگونگی پیدایش بافت‌های معماری دوره نوسنگی در ایران». همایش ملی معماری و شهرسازی بومی ایران. یزد. دریافت‌شده در ۲۷ سپتامبر ۲۰۱۸.
- همایون، غلامعلی (۱۳۵۳). «هنر ساکنین فلات ایران (از آغاز پارینه سنگی تا آغاز تاریخ)». بررسی‌های تاریخی (۵۳): ۱۰۱–۱۴۸. دریافت‌شده در ۲۰۱۸-۰۹-۳۰.

- Abdi, Kamyar (2012). "The Iranian Plateau from Paleolithic Times to the Rise of the Achaemenid Empire".  In Daryaee, T. (ed.). The Oxford Handbook of Iranian History. Oxford Handbooks in History. Oxford University Press, USA. ISBN 978-0-19-973215-9. Retrieved 2018-09-26.
- Atakuman, Çiğdem (2014). "Architectural Discourse and Social Transformation During the Early Neolithic of Southeast Anatolia". Journal of World Prehistory. Springer Nature. 27 (1): 1–42. doi:10.1007/s10963-014-9070-4. ISSN 0892-7537.
- Darabi, Hojjat (2012-12-01). "Towards reassessing the Neolithisation process in Western Iran". Documenta Praehistorica. University of Ljubljana. 39 (0): 103. doi:10.4312/dp.39.8. ISSN 1854-2492.
- Ghaz̤bānpūr, Jāsim (2001). Khānah-i Irāni. Tehran: Intishārāt-i Tīs. ISBN 964-92475-1-3. OCLC 53088629.
- Jelodar, Mohammad Esmaeil Esmaeili (2018-04-24). "The first possible evidence of the Aceramic Neolithic in the Iranian Central Plateau". Antiquity. 92 (362). doi:10.15184/aqy.2018.52. ISSN 0003-598X.
- Hamlin, Carol (1975). "Dalma Tepe". Iran. JSTOR. 13: 111. doi:10.2307/4300529. ISSN 0578-6967.
- Love, Serena (2013). "Architecture as material culture: Building form and materiality in the Pre-Pottery Neolithic of Anatolia and Levant". Journal of Anthropological Archaeology. Elsevier BV. 32 (4): 746–758. doi:10.1016/j.jaa.2013.05.002. ISSN 0278-4165.
- Matthews, R.; Nashli, H.F. (2013). The Neolithisation of Iran. British Association for Near Eastern Archaeology. Oxbow Books. ISBN 978-1-78297-193-1. Retrieved 2018-09-29.
- Meyers, E.M.; American Schools of Oriental Research (1997). The Oxford Encyclopedia of Archaeology in the Near East v. 1. The Oxford Encyclopedia of Archaeology in the Near East. Oxford University Press. ISBN 978-0-19-506512-1. Retrieved 2018-09-29.
- Moghaddam, Abbas; Javanmardzadeh, Ardeshir (2013-06-21). "The Chalcolithic in the Central Zagros". Oxford Handbooks Online. Oxford University Press. doi:10.1093/oxfordhb/9780199733309.013.0009.
- Musée du Louvre; Harper, P.O.; Aruz, J.; Tallon, F. (1992). The Royal City of Susa: Ancient Near Eastern Treasures in the Louvre. Metropolitan Museum of Art. ISBN 978-0-87099-651-1. Retrieved 2018-09-24.
- Nishiaki, Yoshihiro (2013). "A reappraisal of the Pottery Neolithic flaked stone assemblages at Tall-i Jari B, Fars, Southwest Iran".  In Borrell, Ferran (ed.). Stone tools in transition: from hunter-gatherers to farming societies in the Near East. Bellaterra: Universitat Autṇoma de Barcelona. ISBN 978-84-490-3818-1. OCLC 909906097.
- Smith, Philip E.L. (1990). "Architectural innovation and experimentation at Ganj Dareh, Iran". World Archaeology. Informa UK Limited. 21 (3): 323–335. doi:10.1080/00438243.1990.9980111. ISSN 0043-8243.
- Stark, Barbara L (2015-08-03). "Origins of Food Production In the New World". American Archaeology Past and Future: A Celebration of the Society for American Archaeology 1935-1985, ed. by David J. Meltzer, Don D. Fowler, and Jeremy A. Sabloff, pp. 277-321…. Retrieved 2018-09-29.
- "ART IN IRAN i. NEOLITHIC TO MEDIAN – Encyclopaedia Iranica". Encyclopædia Iranica. 1984-04-29. Retrieved 2018-09-11.
- "NEOLITHIC AGE IN IRAN – Encyclopaedia Iranica". Encyclopædia Iranica. 1997-05-14. Archived from the original on 23 October 2012. Retrieved 2018-09-11.
- "ČOḠĀ MĪŠ – Encyclopaedia Iranica". Encyclopædia Iranica. 1992-12-15. Retrieved 2018-09-26.
- Macmillan Dictionary of Archaeology. Dictionary Series. 2016. ISBN 978-1-349-07589-8. Retrieved 2018-09-26.
- "ANT 417S Archaeology of Settlements and Households: Domestic Developmental Cycle". Computing in the Humanities and Social Sciences. 2004-03-25. Retrieved 2018-09-29.
- "Ancient Iran". Encyclopedia Britannica. 1938-04-03. Retrieved 2018-09-30.